# Carl Trabold
Carl Trabold (* 6. Februar 1899 in Stuttgart; † 30. Oktober 1981 ebenda) war ein deutscher Verwaltungsjurist.

## Leben
Nach dem Abitur 1917 trat er in den Kriegsdienst ein und war bis 1919 in Kriegsgefangenschaft. Danach studierte er Staats- und Rechtswissenschaften an der Eberhard Karls Universität Tübingen und schloss 1923 mit der ersten juristischen Staatsprüfung ab. Seit 1919 war er Mitglied der katholischen Studentenverbindung AV Guestfalia Tübingen. Nachdem er 1926 die zweite juristische Staatsprüfung abgelegt hatte, trat er 1926 als Gerichtsassessor in die württembergische Innenverwaltung ein. Dort war er von 1927 bis 1928 beim Oberamt Urach tätig. 1928 kam er als Regierungsrat an das Oberamt Marbach und 1929 zum Polizeipräsidium Stuttgart. Von 1932 bis 1936 war er bei der Ministerialabteilung für Bezirks- und Körperschaftsverwaltung. 1936 wurde er Landrat in Leonberg, allerdings wurde er bereits ein Jahr später zum Wirtschaftsministerium nach Stuttgart versetzt. Von dort wurde er von 1940 bis 1944 durch den Beauftragten für den Vierjahresplan nach Holland abgeordnet. Trabold wurde 1942 zum Oberregierungsrat befördert. Nach dem Ende des Zweiten Weltkriegs war er von 1946 bis 1947 stellvertretender Oberbürgermeister von Heidenheim und anschließend bis 1955 beim Finanzministerium Württemberg-Baden bzw. Baden-Württemberg in der Abteilung Landesbeteiligungen tätig. Von 1955 bis 1965 war er Geschäftsführer der Staatlichen Toto-Lotto GmbH Baden-Württemberg.

## Auszeichnungen
- Großes Verdienstkreuz des Verdienstordens der Bundesrepublik Deutschland